# Diaxenes phalaenopsidis
Diaxenes phalaenopsidis là một loài bọ cánh cứng trong họ Cerambycidae.